# 阿利烏
阿利乌斯（拉丁語：Arius；250年—336年）天主教稱亞略，是領導阿里烏教派的早期基督教人士。
阿里烏及其教派是一位神論者，認為聖子耶穌基督次於聖父，阿里烏認為，聖父是上帝，是永恆而獨一的存在，在上帝以外沒有能與上帝平等的，因為一切在上帝以外的個體，都是上帝所創造的，並且地位都在祂以下，連聖子耶穌也不例外。因此，阿里烏認為耶穌比上帝低一等，是受造的，他認為聖子不是永恆的，而是「有開始的」，因為祂是「從父而出」的受造之物。阿里烏的論點，與三位一體的基督教傳統教義是對立的，以致引發爭論。結果，在公元325年的基督教大公會議（即第一次尼西亞公會議）被取消教席和斥為異端。
後來因羅馬皇帝君士坦丁大帝在神學態度上的變更，勢力得以保存，君士坦丁的支持，或許與亞流反對教會佔有大量財富有關。

## 生平
亞流在歷史上似乎沒有留下個人的著作，對於亞流的認識，只能從側面來理解，透過從教會歷史的背景，亞流的次位論神學可能來自當時的哲學傳統如：柏拉圖主義、新柏拉圖主義、亞歷山太的邏各斯哲學及斯多亞主義，以及希羅思想與猶太信仰的融合。亞流的神學可說是深受兩大教會的傳統影響。亞流是亞歷山太教會的神職人員，可能受到當時的主教狄奧尼修斯（Dionysius）的影響，但在神學傳統上卻淵源於安提阿教會的路加諾（盧奇安/Lucian）。同時亞流也引用許多過去的觀念，如：撒摩撒他的保羅的養子論、教父俄利根的次位論（Subordinationism）等說。
亞流曾在安提阿的路加諾門下受教，而路加諾的思想源自撒摩撒他的保羅。安提阿學派曾對基督的人做了敘述：「耶穌基督必須跟我們一樣，有七情六慾的試探、干擾，這樣，祂對抗罪惡才是真實的。」撒摩撒他的保羅與在主後260–268年間擔任安提阿主教。他的教導屬於養子論，又稱動力神格唯一論的一種形式，強調神的唯一性。養子論認為「耶穌基督是完全的人，但上帝使神聖的力量充滿他，上帝在瑪利亞懷孕生子或耶穌受洗時收納他作上帝的兒子。」亞流堅信的「聖子為次位神」顯然與撒摩撒他的保羅的思想有關。